# Guido von Usedom (Diplomat)
Karl Georg Ludwig Guido von Usedom, seit 1862 Graf von Usedom (* 17. Juli 1805 in Hechingen; † 22. Januar 1884 in San Remo) war ein preußischer Diplomat.

## Leben

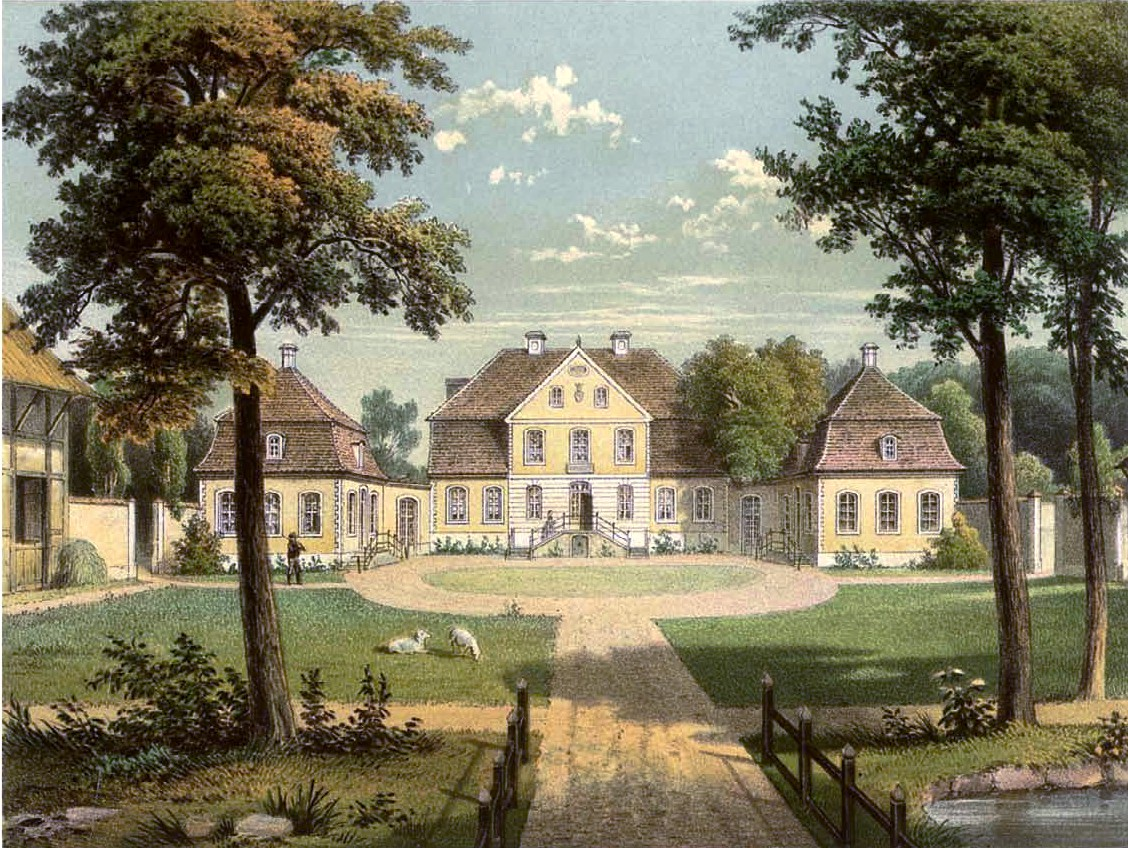
Schloss Kartzitz um 1860, Sammlung Alexander Duncker

Usedoms Mutter Carolina Wilhelmina Friderika Amalia von Usedom starb im Kindbett einen Tag nach seiner Geburt. Bis zu seinem 6. Lebensjahr wurde er von den Großeltern mütterlicherseits, Heer v. d. Burg, in Hechingen erzogen und verbrachte dann seine Jugend bei seinem Vater Karl Christoph Ernst von Usedom (1778–1838) auf Rügen (Kartzitz), seine Großmutter Marie Karoline Sophie v. Usedom geb. v. der Lancken übernahm die Erziehung.
Später kam er in das Internat Schulpforta. Er studierte Rechtswissenschaft an der Königlichen Universität zu Greifswald, der Georg-August-Universität Göttingen und der Friedrich-Wilhelms-Universität zu Berlin. In Göttingen wurde er 1828 Mitglied des Corps Borussia. Usedom trat 1830 in den preußischen Staatsdienst und wurde nach längeren Reisen 1835 Legationssekretär in Rom. 1838 wurde er vortragender Rat im Ministerium des Äußeren, 1844 des Inneren, 1846 Gesandter in Rom und 1848 in Frankfurt am Main. Er schloss den Frieden von Berlin (1850) und war von 1851 bis 1854 wieder Gesandter in Rom. 1858  wurde er Otto von Bismarcks Nachfolger als Bundestagsgesandter in Frankfurt. 1862 wurde er durch König Wilhelm I. von Preußen in den persönlichen Grafenstand erhoben.
1863 wurde er Gesandter bei Viktor Emanuel II., nahm 1866 an den Verhandlungen hervorragenden Anteil und verfasste die 1868 von Alfonso La Marmora veröffentlichte „Stoß-ins-Herz-Depesche“, wurde 1869 wegen einer Differenz mit Bismarck abberufen, 1872 kommissarisch zum Generaldirektor der Königlichen Museen zu Berlin ernannt, zog sich aber 1879 zurück.
Er war Mitglied der Gothaer Freimaurerloge Ernst zum Compaß.

### Abgeordneter
Usedom war von 1849 bis 1852 Mitglied der Ersten Kammer des Preußischen Landtags. 1850 gehörte er dem Volkshaus des Erfurter Unionsparlaments an. Von 1859 bis 1860 saß er als Abgeordneter des Wahlkreises Stralsund 1 im Preußischen Abgeordnetenhaus, wo er der Fraktion Mathis angehörte. Von 1860 bis zu seinem Tod 1884 gehörte er dem Preußischen Herrenhaus an.

### Familie
Er heiratete in erster Ehe Luise Fischer (* 15. Oktober 1811 [?], † 11. Juli 1846 in Udars auf Rügen), Tochter der Caroline Fischer (geb. Lommatzsch) und Pflegetochter von  Friedrich Schleiermacher. In zweiter Ehe vermählte er sich am 8. August 1849 mit Olympia Charlotte Malcolm (* 10. Dezember 1811; † 9. Oktober 1886 in München), der Tochter des großbritannischen Generalleutnants John Malcolm, früheren Gouverneurs in Bombay. Das Paar hatte eine Tochter:
- Hildegard Charlotte (* 22. November 1852; † 22. Oktober 1924 in Wien). Erhielt von König Wilhelm I. von Preußen die Ausdehnung des gräflichen Titels für ihre Person, Berlin 11. April 1866.[2][3]

## Werke
- Sein wichtigstes Werk: Politische Briefe und Charakteristiken aus der deutschen Gegenwart, Wilhelm Hertz (Bessersche Buchhandlung), Berlin 1849. Titelaufnahme Präsenz PDF Universitätsbibliothek Johann Christian Senckenberg (Frankfurt am Main)